# Serge Guillaume

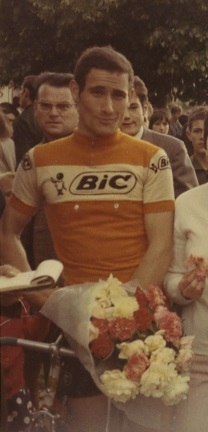
Serge Guillaume (1968)

Serge Guillaume (* 30. Juni 1946 in Villeperrot; † 27. Mai 2016 in Pont-sur-Yonne) war ein französischer Radrennfahrer.

## Sportliche Laufbahn
Guillaume begann im Verein ACS Boissec mit dem Radsport. Als Amateur siegte er 1968 auf einer Etappe der Tour de l’Yonne und gewann einige regionale Meistertitel in der Bourgogne.
1968 wurde er Berufsfahrer im Radsportteam BiC, in dem Jacques Anquetil Kapitän war. Er blieb bis 1972 als Profi aktiv. 1971 gewann er eine Etappe der Portugal-Rundfahrt. 1972 war er für die Tour de France nominiert, konnte aber nicht starten. Neben einigen Kriterien, die er gewann, blieben große Erfolge jedoch aus.